# Sante Maria Romitelli
Sante Maria Romitelli (Panicale, 7 gennaio 1921 – Perugia, 30 ottobre 2004) è stato un compositore, direttore d'orchestra ed autore di colonne sonore cinematografiche italiano.
È stato coautore nella composizione musicale di "Un mondo d'amore" insieme al maestro Bruno Zambrini, e compositore musicale di "Il mondo cambierà", tutti e due brani di successo cantati da Gianni Morandi. 

## Biografia
Dopo gli studi di pianoforte e composizione musicale, frequentò nel 1943 presso il Centro sperimentale di cinematografia il corso di Regia insieme a: Maurizio Barendson, Lucio Manlio Battistrada, Gastone da Venezia, Carlo Musso, Guido Pala, Augusto Petrone. Inizia a lavorare con i maestri del cinema italiano: Lugi Chiarini, Umberto Barbaro, Alessandro Blasetti, Francesco Pasinetti. Coniugando il suo interesse per il cinema al suo talento musicale, diventa uno dei più rinomati autori di colonne sonore: sono sue, ad esempio, le musiche di un classico dell'horror made in Italy, Il rosso segno della follia di Mario Bava, interpretato fra gli altri da Laura Betti e de Il Saprofita di Sergio Nasca, di Isabella duchessa dei diavoli di Bruno Corbucci, del film documentario di Daniel Costelle La grande battaglia del Pacifico e di molte pellicole dirette, fra gli altri, da Gianfranco Parolini. Per il teatro ha musicato il S.A.D.E. di Carmelo Bene mentre per la musica sinfonica ricordiamo la sua Ave Maria dedicata a Papa Giovanni XXIII e le Laude su testi di Metastasio. Ha composto brani di musica leggera di grande successo interpretati da Gianni Morandi fra cui Mondo d'amore (scritto con Bruno Zambrini e Franco Migliacci) e Il mondo cambierà (scritto con Renzo Cioni e Franco Migliacci). 

## Riconoscimenti
Medaglia d'oro della S.I.A.E. (Società Italiana Autori ed Editori) in occasione dei quaranta anni di attività professionale, assieme a Federico Fellini, Alba De Caspedes e Vittorio Gassman. Conferimento ricevuto il 21 aprile 1985 a Siena, con l'intervento di personalità del mondo della cultura, dell'arte e dello spettacolo.

## Vita privata
È stato sposato con l'attrice Marina Tavera, fino alla sua morte.

## Colonne sonore
Compose più di 45 colonne sonore, tra cui: 
- Liana, la figlia della foresta (Liane, das Mädchen aus dem Urwald), regia di Eduard von Borsody (1956)
- Spara, Gringo, spara, regia di Bruno Corbucci (1968)
- I 2 pompieri, regia di Bruno Corbucci (1968)
- Top Sensation, regia di Ottavio Alessi (1969)
- Isabella duchessa dei diavoli, regia di Bruno Corbucci (1969)
- Che fanno i nostri supermen tra le vergini della jungla?, regia di Bitto Albertini (1970)
- La grande battaglia del Pacifico (La bataille du Pacifique), regia di Daniel Costelle (1970)
- Il rosso segno della follia, regia di Mario Bava (1970)
- Tarzan e la pantera nera (Tarzán y el arco iris), regia di Manuel Caño (1972)
- I due figli del Trinità, regia di Osvaldo Civirani (1972)
- La rossa dalla pelle che scotta, regia di Renzo Russo (1972)
- Sotto a chi tocca!, regia di Gianfranco Parolini (1972)
- Les Garces, regia di Eddy Matalon (1973)
- Quelli che contano, regia di Andrea Bianchi (1974)
- Il saprofita, regia di Sergio Nasca (1974)
- Questa volta ti faccio ricco!, regia di Gianfranco Parolini (1974)
- Vergine, e di nome Maria, regia di Sergio Nasca (1975)
- Noi non siamo angeli, regia di Gianfranco Parolini (1975)
- Amori letti e tradimenti, regia di Alfonso Brescia (1976)
- Vai col liscio, regia di Giancarlo Nicotra (1976)
- Diamante lobo, regia di Gianfranco Parolini (1976)
- Yeti - Il gigante del 20º secolo, regia di Gianfranco Parolini (1977)